# Giovanni Gotti
Pour les articles homonymes, voir Gotti (homonymie).
Giovanni Gotti (né le 30 août 1912 à Sedrina et mort le 7 avril 1988 à Bergame) est un coureur cycliste italien. Professionnel de 1934 à 1940, il a notamment remporté Milan-Turin et une étape du Tour d'Italie. Il est le grand-père d’Ivan Gotti, double vainqueur du Tour d’Italie (1997 et 1999).

## Palmarès
- 1933
  - 2e de la Coppa Farinacci
- 1934
  - 2e du Gran Premio Valle Scrivia
  - 5e du Tour d'Italie
- 1935
  - Milan-Turin
  - Milan-San Pellegrino
- 1936
  - 3e du Tour de Toscane
  - 4e de Milan-San Remo
- 1937
  - 3e du Tour d'Émilie
- 1938
  - 3e étape du Tour d'Italie
  - 7e étape du Giro dei Tre Mari
- 1939
  - 3e de Milan-Turin

## Résultats sur les grands tours

### Tour d'Italie
6 participations
- 1934 : 5e
- 1935 : 33e
- 1936 : 16e
- 1937 : abandon (11eb étape)
- 1938 : 26e, vainqueur de la 3e étape
- 1940 : abandon (17e étape)

### Tour de France
1 participation
- 1934 : 24e